# Bulletin of the American Meteorological Society
Pour les articles homonymes, voir Bams (homonymie).
Le Bulletin of the American Meteorological Society est l'un des journaux scientifiques en météorologie publié par l'American Meteorological Society. Cette revue est l'organe de liaison officiel de la société. Elle regroupe des éditoriaux, des rapports sur la vie de la société, des articles d'intérêts généraux, des informations professionnelles telles que des annonces de conférence, de programmes, des critiques de livres et les activités de la société. Comme toutes les publications de l'American Meteorological Society, les articles publiés depuis plus de cinq ans sont accessibles gratuitement en ligne.